# Mutineries de 2017 en Côte d'Ivoire
Une mutinerie majeure a éclaté au sein de l'armée de Côte d'Ivoire en janvier 2017. Les mutins, pour la plupart des ex-rebelles des Forces nouvelles de Côte d'Ivoire, qui avaient été intégrés dans les forces armées en 2011, ont été motivés par des plaintes au sujet de leurs salaires et de leurs conditions de vie. Prenant le contrôle de neuf villes à travers le pays, ils ont exercé des pressions sur le gouvernement qui accepta leurs demandes, après que la mutinerie s'est terminée. Les petites révoltes ont éclaté entre 17 janvier et le 7 février, et une deuxième grande mutinerie a éclaté en mai 2017.

## Les événements

### 6-8 janvier

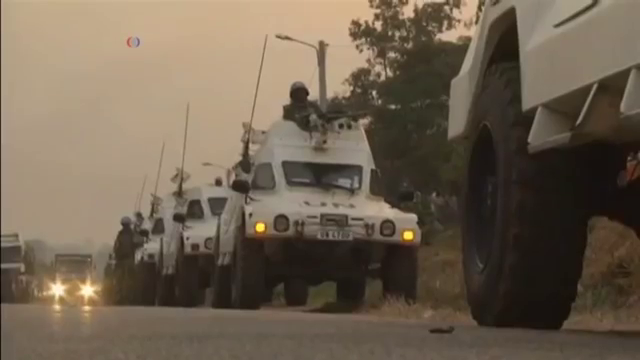
Des casques bleus ont été déployés pour empêcher le déclenchement de combats à grande échelle lors des mutineries.

La révolte a commencé vers 2 heures du matin le 6 janvier lorsque des soldats démobilisés à Bouaké, qui exigeaient des salaires plus élevés et le paiement des bonus, ont saisi des armes et des munitions à la base militaire locale et aux postes de police. Ils ont rapidement été rejoints par d'autres soldats, toujours actifs, qui avaient servi pendant la mission de la CEDEAO au liberia (en), mais ont affirmé n'avoir pas été payés pour avoir participé à ces opérations. Après quelques échanges de tirs, les mutins ont sécurisé Bouaké, ont bloqué les entrées de la ville et ont dit aux civils locaux de rester à l'intérieur. Aucune autre violence n'a eu lieu à Bouaké  bien que la mutinerie se soit rapidement étendue à d'autres villes. Des soldats se sont révoltés à la base militaire de Daloa ; selon certaines sources, il y a eu une courte fusillade tandis que d'autres disent que les rebelles n'ont tiré que dans les airs. Dans les deux cas, la situation s'est rapidement calmée, les mutins contrôlant pleinement la ville. Un certain nombre de soldats voyous se sont également rendus à Korhogo, qui a été saisi sans résistance. Des combats ont également été signalés à Daoukro et Odienné. Bien que les soldats de la capitale économique Abidjan soient initialement restés calmes beaucoup d'entre eux se sont également mutinés dans la nuit, de sorte qu'à la fin du 6 janvier, les mutins avaient pris le contrôle de cinq villes, dont Abidjan. Des soldats de la paix des Nations Unies ont été déployés dans tout le pays pour empêcher que la situation ne dégénère tandis que le ministre de la Défense, Alain-Richard Donwahi, a déclaré qu'il négocierait avec les rebelles à Bouaké le lendemain.
La plupart des soldats révoltants étaient d'anciens membres des Forces nouvelles de Côte d'Ivoire, un mouvement rebelle qui avait contrôlé le nord du pays jusqu'à la deuxième guerre civile ivoirienne, après quoi ils avaient été intégrés dans les forces armées régulières. Le déclenchement des mutineries était également lié aux jeux de pouvoir à la tête de l'État: Guillaume Soro, l'ancien porte-parole de la rébellion, venait de perdre sa position de second au président.
Le lendemain, la révolte s'était étendue à neuf villes : Bouaké, Abidjan, Odienné, Korhogo, Man, Daloa, Toulepleu, Abobo et Daoukro. À Abidjan, les mutins ont ensuite pris le contrôle puis bloqué le quartier général militaire, y compris le ministère de la Défense, avec des barricades de fortune et auraient également attaqué une base militaire appartenant à des commandos loyalistes de parachutistes. Craignant que la violence ne s'intensifie, les habitants d'Abidjan ont fait le plein de nourriture et d'eau. Des coups de feu ont également été signalés à Man et à Bouaké. Donwahi, avec le lieutenant-colonel Issiaka Ouattara, commandant adjoint de la garde républicaine loyaliste, s'est rendu à Bouaké en début d'après-midi pour négocier avec les soldats rebelles. Ils ont réussi à conclure un accord avec les rebelles, qui ont promis de mettre fin à la mutinerie et de retourner dans leur caserne en échange de la promesse de salaires et de primes plus élevés. Le président Alassane Ouattara a ensuite déclaré à la télévision nationale qu'un accord avait été conclu, mais a critiqué les soldats pour leurs actions : "Je voudrais dire que cette manière de faire des demandes n'est pas appropriée. Il ternit l'image de notre pays après tous nos efforts pour relancer l'économie. "
Malgré cela, un grand groupe de mutins n'est toujours pas satisfait de l'accord. Ces rebelles ont par conséquent ouvert le feu sur la maison où les négociations avaient eu lieu et ont déclaré vouloir que leurs primes soient versées immédiatement au lieu de la semaine suivante. Une impasse s'est ensuivi, les représentants du gouvernement, dont le ministre de la Défense, ont effectivement été pris en otage pendant plusieurs heures. Tôt le 8 janvier, cependant, les mutins ont libéré tous les otages.

### Autres mutineries

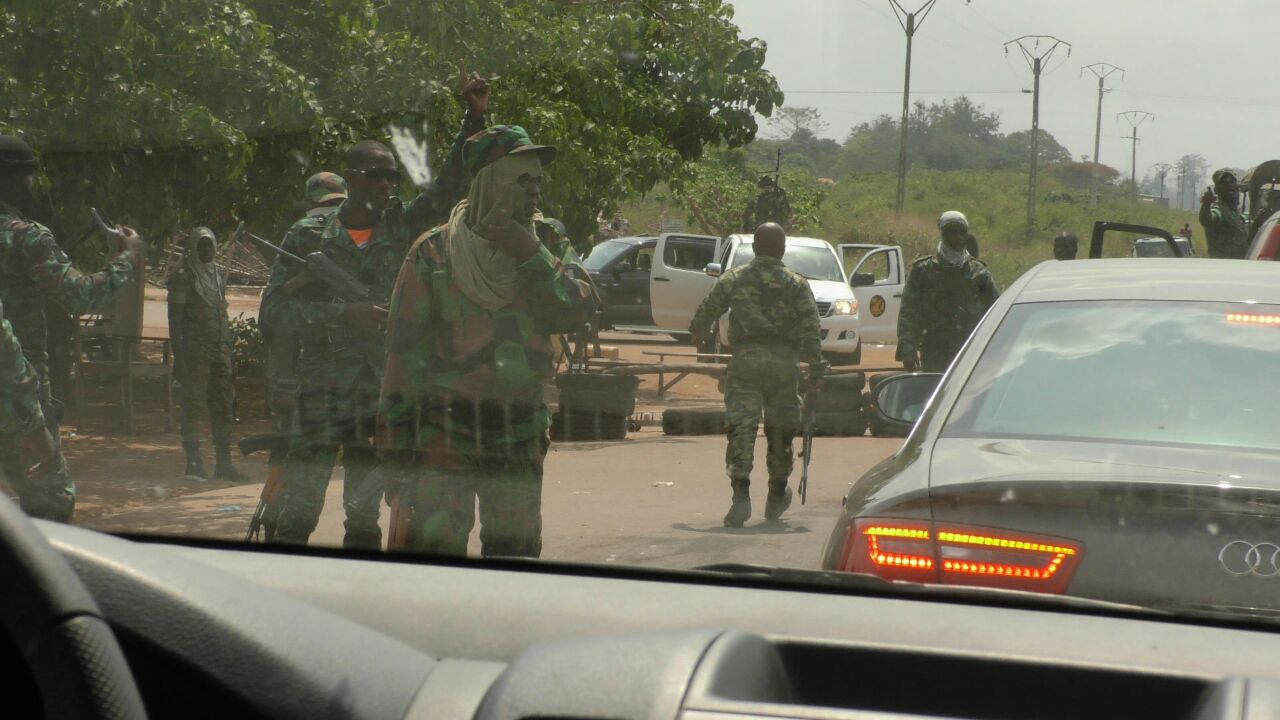
Des mutins à Yamassoukro, 17 janvier 2017.

Le 17 janvier, de nouvelles mutineries ont commencé à Yamassoukro, Bouaké, Man, Dimbokro et Daloa. Les mutins de Yamassoukro n'étaient pas d'anciens rebelles mais voulaient des primes financières similaires. À Bouaké, les gendarmes ont également demandé à être inclus dans l'accord. À Yamoussoukro, quatre personnes ont été abattues, dont au moins deux mutins tués par la Garde républicaine. Le 7 février 2017, des soldats sous-payés des Forces spéciales se sont rebellés pour exiger leur inclusion dans les accords de janvier.

### Mai

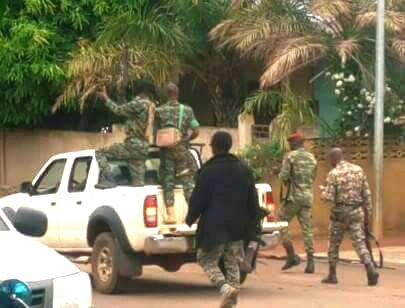
Des mutins dans les rues de Bondoukou, 13 mai.

Le 8 mai, des centaines de soldats démobilisés ont réclamé l'argent et les emplois civils qui leur avaient été promis en janvier. Le 12 mai, ils ont été rejoints par d'anciens mutins qui sont restés dans les forces armées. Au moins huit civils protestant contre la mutinerie ont été abattus à Bouaké et Korhogo. Un mutin démobilisé a également été tué le 14 mai mais les soldats de la Garde républicaine hésitaient à combattre leurs anciens collègues. Le 14 mai, une énorme cargaison de munitions a été découverte dans la maison d'un proche parent de Guillaume Soro à Bouaké. Guillaume Soro a publiquement condamné les rebelles le 28 mai, affirmant que leur mutinerie était une "humiliation pour nous - l'État, le président, moi-même et les institutions".

## Après la mutinerie
La mutinerie a réduit la confiance des investisseurs dans le "miracle ivoirien", la prospérité économique que la Côte d'Ivoire a affichée après la fin de la guerre civile,.